# دييغو كيولار (لاعب كرة قدم)
دييغو كيولار (بالإسبانية: Diego Cuéllar)‏ هو لاعب كرة قدم سلفادوري، ولد في 10 أغسطس 1990 في سان سلفادور في السلفادور. شارك مع منتخب السلفادور تحت 17 سنة لكرة القدم. أما مع النوادي، فقد لعب مع أتلتيكو مارته ‏.